# Hlevska reja
Hlévska ali tálna rêja je eden izmed načinov vzrejanja domačih živali, ki se ga uporablja predvsem za rejo perutnine. Z oznako hlevska (oziroma talna) reja definiramo vsak tip rejenja perjadi, kjer je ptičem (najpogosteje kokošim) omogočeno prosto gibanje v hlevu, pri čemer živali ne bivajo znotraj kletk. Po dogovoru se v Sloveniji jajca kokoši nesnic, ki so jih gojili v talni reji, označi z zaporedno številko 2, čemur sledijo tudi označba porekla in informacije o proizvajalcu. Skupaj s prosto in ekološko spada hlevska reja med alternativne načine reje kokoši, ki jih ločujemo od baterijske reje.

## Značilnosti

### Načini
V osnovi talno oziroma hlevsko rejo delimo na dva podtipa, ki se med seboj razlikujeta po načinu nastanitve kokoši (predvsem po postavitvi opreme v hlevu in ravni izkoriščenosti hlevske notranjosti). Klasični način zajema hlev, kjer se lahko kokoši prosto gibljejo po talni površini, nameščene pa so tudi živalim dostopne gredi, ki so postavljene na različnih nivojih.
Drug bolje poznan tip hlevske reje so tako imenovane voljere, kjer je hlevski prostor izkoriščen še v večji meri kot pri klasičnem načinu in se lahko živali gibljejo med različnimi višinskimi ravnmi hleva. Za voljerski sistem je značilno, da se poleg tal ekonomično koristi tudi višje površine (prostor je na tak način bolje vertikalno izkoriščen); kokoši lahko pretikajo steljo, postavljene grede pa jim zraven večnivojskega gibanja omogočajo tudi počivanje. V okviru voljerske reje morajo rejci poskrbeti, da imajo vse kokoši omogočen dostop do redno polnjenih in čiščenih napajalnikov ter krmilnic. V sistemih z več (največ štirimi) med seboj prehodnimi gredmi je pomembno, da so te med seboj razmaknjene za vsaj 45 cm in preprečujejo padanje kokošjih iztrebkov na nižje ležeče nivoje.

### Splošni pogoji
Po pravilnikih alternativnih rejskih sistemov hlevska reja obeh možnih načinov zahteva, da je vsaj ena tretjina hlevskih tal prekrita z ustrezno steljo (čisto, suho, iz materiala, ki je kokošim nenevaren in dovoljuje izpolnjevanje kokošjih vedenjskih zahtev). Na posamezno nesno kokoš mora biti na voljo najmanj 250 cm2 površine s steljo. Maksimalno 9 živali je lahko preračunanih na m2 uporabne površine (gnezditveni prostor ne spada med uporabne površine) – kokoš ima na voljo minimalno 1100 cm2 prostora.
Nujna oprema kokošjih hlevov so tudi gredi, ki morajo biti prisotne v ustrezni veličini (minimalno 15 cm gredi na kokoš), so med seboj vodoravno razmaknjene vsaj 30 cm in od stene oddaljene minimalno 20 cm. Kokošjih gredi se ne sme nameščati nad s steljo postlana hlevska tla.
Poleg skupnega prostora imajo v okviru hlevske reje živali na voljo poseben prostor, namenjen polaganju in valjenju jajc, pri čemer so lahko gnezda individualna (namenjena eni kokoši, eno gnezdo uporablja največ 7 živali) ali perjad vali na skupnih gnezdiščih (1 m2 površine je namenjen največ 120 nesnicam).
Kokošji krmilniki so lahko ravni ali okrogli; v primeru ravnih pravilniki zahtevajo vsaj 10 cm2 na žival, pri okroglih je zahteva manjša, 4 cm2 po glavi. Podobno velja za napajalnike; ravni zahtevajo vsaj 2,5 cm2 napajalnega prostora, medtem ko pri okroglih zadostuje že 1 cm2 na žival. Ponekod rejci uporabljajo kapljične napajalnike in napajalne skodelice (velja kriterij 1 napajalnik na 10 kokoši).

## V družbi
V Sloveniji med štirimi najpogostejšimi načini vzrejanja domačih kokoši z 61 % prevladuje baterijska reja, kjer se kokoši vzreja v obogatenih baterijskih kletkah. Na drugem mestu je talna oziroma hlevska reja, ki naj bi zavzemala 36 % proizvodnje. Manj razširjena sta alternativna sistema, prosta oziroma pašna reja z 2 % in ekološka reja z zgolj 1 % deležem.
Slovenski potrošniki povprašujejo predvsem po jajcih iz hlevske (talne) reje, četudi je proizvodnja še vedno najobsežnejša v obratih z baterijsko rejo in je hkrati paket desetih jajc talne reje za skoraj evro dražji od enakega števila baterijskih jajc. Po javnem mnenju je baterijska reja manj zaželena, kar naj bi bilo posledica slabih rejskih razmer in manjše dobrobiti v kletkah gojenih kokoši. Prevladuje mišljenje, da je hlevski rejski način kokošim prijaznejši, saj živali ne omejujejo kletke in se lahko prosto gibljejo znotraj razmeroma velike površine (hleva). Javnim trendom so sledile tudi določene trgovine in trgovske verige, ki jajc baterijske reje bodisi ne prodajajo več bodisi so povečale zalogo kokošjih jajc iz talne reje in hkrati omejile oziroma začele zmanjševati prodajo baterijskih jajc.

## Galerija
- Uhlevljeni mladi brojlerji
- V voljerah (večnivojskih prehodnih sistemih) imajo kokoši tudi steljo
- Živali se gibljejo pod voljerskimi gredmi
- Nekateri primeri hlevske reje lahko postanejo sporni
- Hlev z belo obarvanimi brojlerji